# Calendario bengalese
Il calendario bengalese o calendario bangla (bengali: বঙ্গাব্দ Bonggabdo o বাংলা সন Bangla Shon) è un calendario solare e siderale induista usato dal popolo bengalese. Viene utilizzato negli stati indiani orientali del Bengala Occidentale, Assam e Tripura e in Bangladesh. L'anno inizia il Pohela Boishakh, che cade il 14 aprile secondo il calendario ricostruito in Bangladesh e il 15 aprile (che cambierà nei prossimi anni) secondo il calendario tradizionale siderale in India.
L'anno bengalese è inferiore di 594 anni rispetto all'A.D. o anno dell'era volgare secondo il calendario gregoriano se è prima di Pohela Boishakh, o di 593 dopo il Poila Boishakh. Ad esempio l'anno bengalese corrispondente al 2025, dopo il Poila Boishakh, è il 1432.

## Storia
Tutte le teorie sono in accordo che l'imperatore Moghul, Akbar (regno 1556 – 1605) fu un promotore del calendario bengalese.
Akbar modificò e sviluppo e reintrodusse il calendario bengali per rendere più semplice la raccolta delle tasse in Bengala.
Il calendario fu chiamato Tarikh-e-Elahi (in bengalese: তারিখ-ই ইলাহি). Akbar cambiò la pratica della riscossione della tassa agricola che è stata accordata secondo il calendario islamico e ordinò un miglioramento del calendario, poiché il calendario islamico lunare non andava d'accordo con i periodi del raccolto e gli agricoltori avevano diverse difficoltà nel pagamento delle tasse fuori stagione.
Alcune fonti accredinato l'idea al ministro delle finanze di Akbar, Todar Mal.

## Organizzazione
Il calendario bengalese è costituito da 6 stagioni, con due mesi per ogni stagione. A partire dal Pohela Boishakh, sono Grishsho (গ্রীষ্ম) o estate; Borsha (বর্ষা) o stagione delle piogge/Monsone; Shorot (শরৎ) o autunno; Hemonto (হেমন্ত) o stagione secca; Sit (শীত) o inverno, e Boshonto (বসন্ত) o primavera. Ma il calendario tradizionale utilizzato in India è siderale, e non corrisponde al movimento reale tropicale della terra.

### Mesi
| মাস Mash Mese                       | কাল/ঋতু Kal/Ritu Stagione      |
| ---------------------------------- | ---------------------------- |
| বৈশাখ Boishakh Aprile-maggio         | গ্রীষ্ম Grishsho Estate         |
| জ্যৈষ্ঠ Joishţho Maggio-giugno        | গ্রীষ্ম Grishsho Estate         |
| আষাঢ় Ashaŗh Giugno-luglio           | বর্ষা Bôrsha Pioggia (Monsone) |
| শ্রাবণ Srabon Luglio-agosto          | বর্ষা Bôrsha Pioggia (Monsone) |
| ভাদ্র Bhadro Agosto-settembre        | শরৎ Shôrot Autunno           |
| আশ্বিন Ashshin Settembre-ottobre     | শরৎ Shôrot Autunno           |
| কার্তিক Kartik Ottobre-novembre       | হেমন্ত Hemonto Secco           |
| অগ্রহায়ণ Ôgrohaeon Novembre-dicembre | হেমন্ত Hemonto Secco           |
| পৌষ Poush Dicembre-gennaio          | শীত Šit Inverno               |
| মাঘ Magh Gennaio-febbraio           | শীত Šit Inverno               |
| ফাল্গুন Falgun Febbraio-marzo         | বসন্ত Bôshonto Primavera      |
| চৈত্র Choitro Marzo-aprile           | বসন্ত Bôshonto Primavera      |

### Giorni
| Nome del giorno (Bengalese) | Romanizzazione | Figura divina/Corpo celeste | Nome del giorno (italiano) |
| --------------------------- | -------------- | --------------------------- | -------------------------- |
| রবিবার                        | Rôbibar        | Robi/Sole                   | Domenica                   |
| সোমবার                        | Sombar         | Som/Luna                    | Lunedì                     |
| মঙ্গলবার                      | Mônggôlbar     | Mongol/Marte                | Martedì                    |
| বুধবার                        | Budhbar        | Budh/Mercurio               | Mercoledì                  |
| বৃহস্পতিবার                     | Brihôspôtibar  | Brihospoti/Giove            | Giovedì                    |
| শুক্রবার                       | Shukrôbar      | Shukro/Venere               | Venerdì                    |
| শনিবার                        | Shônibar       | Shoni/Saturno               | Sabato                     |